# Großsteingräber bei Klein Methling

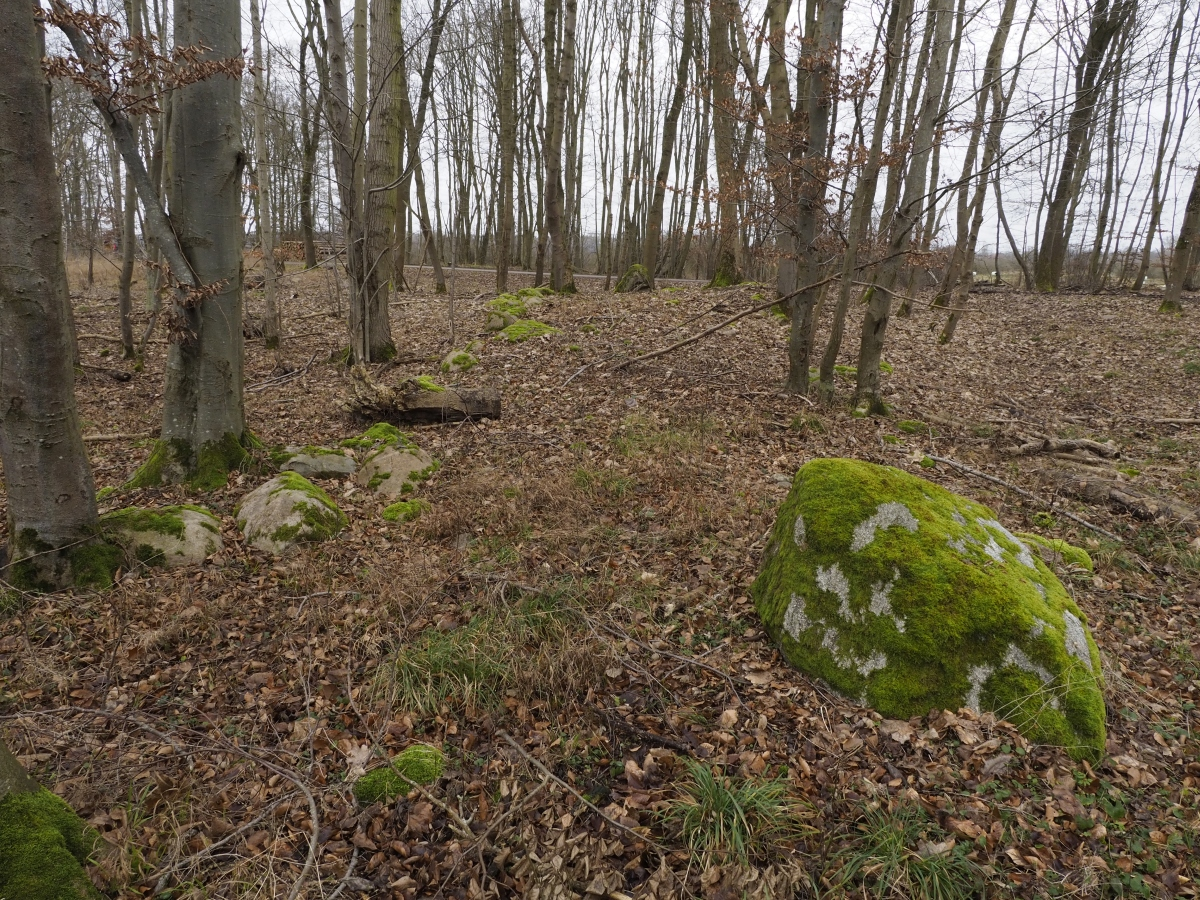
Klein Methling Grab1

Die Großsteingräber bei Klein Methling sind zwei megalithische Grabanlagen der jungsteinzeitlichen Trichterbecherkultur bei Klein Methling, einem Ortsteil von Dargun im Landkreis Mecklenburgische Seenplatte (Mecklenburg-Vorpommern). Grab 1 trägt die Sprockhoff-Nummer 386.

## Lage
Die beiden Gräber befinden sich knapp 3 km nördlich von Klein Methling am Nordostrand des kleinen Waldstücks Hinterholm. Grab 1 liegt direkt an einer Straße, Grab 2 befindet sich 40 m südlich hiervon.

## Beschreibung

### Grab 1
Grab 1 besitzt ein annähernd nord-südlich orientiertes, trapezförmiges Hünenbett mit einer 2018 neu ermittelten Länge von knapp 80,0 m (früher mit 27 m angegeben) und einer Breite von 5,5 m an der nördlichen Stirnseite. Von der Umfassung sind noch mehrere Steine der beiden Langseiten und der nördlichen Schmalseite erhalten. Die Steine sind im Norden am größten und werden nach Süden hin kleiner. Die Hügelschüttung besitzt eine Rollstein-Packung. Die Grabkammer am nördlichen Ende des Hünenbetts wurde 1832 zur Gewinnung von Baumaterial zerstört. Ihr Standort ist noch als Grube erkennbar. In der Nordostecke liegen einige zum Teil gesprengte Decksteine, ein weiterer ist nach Süden verschleppt. Bei der Zerstörung wurden ein Klingenstichel aus braunrotem Feuerstein und ein Schmalmeißel aus grauem Feuerstein gefunden und dem Verein für mecklenburgische Geschichte und Altertumskunde übereignet. Sie befinden sich heute in der Sammlung des Archäologischen Landesmuseums Mecklenburg-Vorpommern in Schwerin.

### Grab 2
Grab 2 besitzt ein stark zerstörtes Hünenbett mit einer erhaltenen Reihe von Umfassungssteinen. Die Grabkammer ist nicht mehr vorhanden.